# Freie Bürger Mitteldeutschland
Die Freien Bürger Mitteldeutschland – Die Regionalen (FBM) sind eine in Sachsen-Anhalt tätige Kleinpartei, in der insbesondere Kommunalpolitiker und kommunalpolitisch Engagierte mitarbeiten, ihre Interessen der unterschiedlichen Regionen bündeln, um auf Kreis- bzw. Landesebene gemeinsam daran zu arbeiten.

## Wahlen
Bei der Landtagswahl in Sachsen-Anhalt 2016 traten die Freien Bürger Mitteldeutschland mit einer Landesliste und vier Direktkandidaten an. Sie erhielten 4.903 Erststimmen und 4.184 Zweitstimmen (jeweils 0,4 Prozent), was nicht für ein Mandat ausreichte.
Bei der Landtagswahl in Sachsen-Anhalt 2021 erhielt sie nur noch 1.603 Zweitstimmen (0,2 %).
Im Oktober 2022 vereinbarten die FBM eine Kooperation mit der Freiparlamentarischen Allianz. Geplant war eine gemeinsame Kandidatur für die Europawahl 2024, die dann aber nicht zustande kam.

## Kommunale Mandate
- 4 Kreistag Landkreis Mansfeld-Südharz
- Einheitsgemeinde Allstedt: 1 Ortschaftsrat Allstedt
- Einheitsgemeinde Arnstein: 1 Stadtrat Arnstein
- 1 Ortschaftsrat Sandersleben (Anhalt)
- 1 Ortschaftsrat Greifenhagen
- Verbandsgemeinde Goldene Aue: 1 Verbandsgemeinderat
- Stadt Hettstedt, 2 Stadträte
- Lutherstadt Eisleben, 1 Stadtrat
- Einheitsgemeinde Stadt Mansfeld, 1 Stadtrat
- 2 Ortschaftsrat Friesdorf
- 1 Ortschaftsrat Gorenzen
- Ortschaftsrat Großörner: Andreas Koch (stellvertretender Bürgermeister)
- Verbandsgemeinde Mansfelder Grund-Helbra: 1 Verbandsgemeinderat
- 1 Gemeinderat Klostermansfeld
- Stadt Sangerhausen: 1 Stadtrat
- Einheitsgemeinde Seegebiet Mansfelder Land: 1 Einheitsgemeinderat
- 1 Ortschaftsrat Wansleben am See